# 彩 (Kagrraのアルバム)
『彩』（いろどり）は、日本のロックバンド、Kagrraのミニアルバム。2001年10月3日にPS COMPANYから販売。

## 概要
- 「幻惑の情景」「眩暈」「神謌」「徒然なるままに、、、」はそれぞれライブ会場・通販で完全限定販売された4ヵ月連続シングル曲。順に「冬」「秋」「夏」「春」の季節をテーマとした楽曲となっている。
- 「刹なる言葉」「百鬼夜行」は前身バンドCROW時代のデモテープ『百夜絵』収録曲の再録バージョンである。
- 2005年にキングレコードから再発されている。
- 「百鬼夜行」は後に続編「新・百鬼夜行」が製作され、2008年のアルバム『Core』に収録されている。
- 「神謌」「徒然なるままに、、、」は2011年発売のベストアルバム『Kagrra Indies BEST 2000-2003』へ収録された。

## 収録曲
| 全作詞: 一志、全作曲・編曲: かぐら。 |                                                                      |       |            |      |
| #                                    | タイトル                                                             | 作詞  | 作曲・編曲 | 時間 |
| 1.                                   | 「幻惑の情景」(げんわくのじょうけい／1stシングル)                    | 一志  | かぐら     | 6:18 |
| 2.                                   | 「眩暈」(めまい／2ndシングル)                                        | 一志  | かぐら     | 4:55 |
| 3.                                   | 「神謌」(かみうた／3rdシングル)                                      | 一志  | かぐら     | 4:34 |
| 4.                                   | 「徒然なるままに、、、」(つれづれなるままに／4thシングル)            | 一志  | かぐら     | 5:00 |
| 5.                                   | 「刹なる言葉」(せつなることば／CROW『百夜絵』収録曲の再録バージョン) | 一志  | かぐら     | 4:55 |
| 6.                                   | 「(無音のトラック)」                                                 | 一志  | かぐら     | 0:04 |
| 7.                                   | 「百鬼夜行」(ひゃっきやこう／CROW『百夜絵』収録曲の再録バージョン)   | 一志  | かぐら     | 5:01 |
| 合計時間:                            | 合計時間:                                                            | 30:45 |            |      |

## 参加ミュージシャン
- 一志: Vocal
- 楓弥: Guitar
- 真: Guitar
- 女雅: Bass
- 白水: Drums